# Klatskintumör
En Klatskintumör (eller hilärt kolangiocarcinom) är en cancer i gallgångarna som växer från korsningen mellan huvudgångarna i gallvägarna där de möts i levern. 
Den är namngiven efter Dr. Gerald Klatskin, en amerikansk läkare vid Yale University.  De upptäcks ofta sent och inte sällan inoperabla. Debutsymptom är ofta gulsot (ikterus) när gallan inte kan utsöndras via gallvägarna.